# Rio Bahluiul Mic
O Rio Bahluiul Mic é um rio da Romênia afluente do rio Bahlui, localizado no distrito de Botoşani.